# Joseph Allard (saxophoniste)
Pour les articles homonymes, voir Joseph Allard et Allard.
Joseph Allard (né le 31 décembre 1910 et mort le 3 mai 1991) est un professeur de saxophone et de clarinette américain, notamment à la Juilliard School, au New England Conservatory of Music et à la Manhattan School of Music.